# Ducula
Ducula – rodzaj ptaków z podrodziny treronów (Raphinae) w obrębie rodziny gołębiowatych (Columbidae).

## Rozmieszczenie geograficzne
Rodzaj obejmuje gatunki występujące w Azji, Australii i Oceanii.

## Morfologia
Długość ciała 33–55 cm; masa ciała 295–802 g.

## Systematyka
Rodzaj zdefiniował w 1836 roku angielski etnolog i przyrodnik Brian Houghton Hodgson w artykule poświęconym ptakom Nepalu, opublikowanym w czasopiśmie Asiatic Researches. Gatunkiem typowym jest (oznaczenie monotypowe) podgatunek muszkateli kasztanowatej, D. badia insignis.

### Etymologia
- Myriphaga: botaniczny rodzaj Myristica Gronovius, 1755 (muszkatołowiec); gr. -φαγος -phagos ‘-jedzący’, od φαγειν phagein ‘jeść’[17].
- Carpophaga: gr. καρπος karpos ‘owoc’; -φαγος -phagos ‘-jedzący’, od φαγειν phagein ‘jeść'[18]. Gatunek typowy (oryginalne oznaczenie): Columba magnifica Temminck, 1821 (= Columba aenea Linnaeus, 1766).
- Ducula: nepalska nazwa Dukul dla muszkatel (por. nazwa Dunkul i Doomkul w hindi)[19].
- Rinopus: gr. ῥις rhis, ῥινος rhinos ‘nos’; πους pous, ποδος podos ‘stopa’[20].
- Myristicivora: botaniczny rodzaj Myristica Gronovius, 1755 (muszkatołowiec); łac. -vorus ‘jedzący’, od vorare ‘jeść’[21]. Gatunek typowy (oryginalne oznaczenie): Columba littoralis Temmick, 1811 (= Columba bicolor Scopoli, 1786).
- Zonoenas: gr. ζωνη zōnē ‘taśma, pas’; οινας oinas, οιναδος oinados ‘gołąb’[22]. Gatunek typowy (oryginalne oznaczenie): Columba mullerii Temminck, 1835.
- Globicera: epitet gatunkowy Columba globicera Wagler, 1829; łac. globus ‘kula, glob’; gr. κερας keras, κερατος keratos ‘róg’[23]. Gatunek typowy (absolutna tautonimia): Columba globicera Wagler, 1829 (= Columba pacifica J.F. Gmelin, 1789).
- Ptilocolpa: gr. πτιλον ptilon ‘pióro, skrzydło’; κολουω kolouō ‘skrócić, obciąć’[24]. Gatunek typowy (oryginalne oznaczenie): Ptilocolpa carola Bonaparte, 1854.
- Pterocolpa: gr. πτερον pteron ‘pióro, skrzydło’; κολουω kolouō ‘skrócić, obciąć’[25]. Gatunek typowy (oryginalne oznaczenie): Ptilocolpa carola Bonaparte, 1854.
- Serresius: prof. Antoine Etienne Renaud Augustin Serrès (1786–1868), francuski anatom, fizjolog, chirurg[26]. Gatunek typowy (oznaczenie monotypowe): Serresius galeatus Bonaparte, 1855.
- Phaenorhina: gr. φαινω phainō ‘pokazać, ukazać’; ῥις rhis, ῥινος rhinos ‘nozdrza’[27]. Gatunek typowy (oznaczenie monotypowe): Carpophaga (Phænorhina) goliath G.R. Gray, 1859.
- Muscadivora: niderl. muscaat ‘gałka muszkatołowa’; łac. -vorus ‘jedzący’, od vorare ‘jeść’[28]. Gatunek typowy (późniejsze oznaczenie)[29]: Columba aenea Linnaeus, 1766.
- Zonophaps: gr. ζωνη zōnē ‘taśma, pas’; φαψ phaps, φαβος phabos ‘gołąb’[30]. Gatunek typowy (oryginalne oznaczenie): Hemiphaga forsteni Bonaparte, 1854.
- Compsoenas: gr. κομψος kompsos ‘piękno’; οινας oinas, οιναδος oinados ‘gołąb’[31]. Gatunek typowy (oryginalne oznaczenie): Columba radiata Quoy & Gaimard, 1830.
- Lamprura: gr. λαμπρος lampros ‘znakomity’; ουρα oura ‘ogon’[32]. Gatunek typowy (oryginalne oznaczenie): Columba rufigaster Quoy & Gaimard, 1830.
- Carpophagella: rodzaj Carpophaga Selby, 1835; łac. przyrostek zdrabniający -ella[33].

### Podział systematyczny
Do rodzaju należą następujące gatunki:

- Ducula poliocephala (G.R. Gray, 1844) – muszkatela różowobrzucha
- Ducula forsteni (Bonaparte, 1854) – muszkatela białobrzucha
- Ducula mindorensis (J. Whitehead, 1896) – muszkatela okularowa
- Ducula radiata (Quoy & Gaimard, 1830) – muszkatela spiżowa
- Ducula carola (Bonaparte, 1854) – muszkatela brunatnobrzucha
- Ducula nicobarica (von Pelzeln, 1865) – muszkatela nikobarska
- Ducula oenothorax (Salvadori, 1892) – muszkatela szaroszyja
- Ducula aenea (Linnaeus, 1766) – muszkatela miedziana
- Ducula perspicillata (Temminck, 1824) – muszkatela białooka
- Ducula neglecta (Schlegel, 1866) – muszkatela seramska
- Ducula concinna (Wallace, 1865) – muszkatela złotooka
- Ducula pacifica (J.F. Gmelin, 1789) – muszkatela brodawkowata
- Ducula oceanica (Desmarest, 1826) – muszkatela szarogłowa
- Ducula aurorae (Peale, 1848) – muszkatela niebieskawa
- Ducula galeata (Bonaparte, 1855) – muszkatela płaskodzioba
- Ducula rubricera (Bonaparte, 1854) – muszkatela krasnonosa
- Ducula myristicivora (Scopoli, 1786) – muszkatela szmaragdowa
- Ducula geelvinkiana (Schlegel, 1873) – muszkatela uboga
- Ducula rufigaster (Quoy & Gaimard, 1830) – muszkatela czerwonorzytna
- Ducula basilica Bonaparte, 1854 – muszkatela cynamonowa
- Ducula finschii (E.P. Ramsay, 1882) – muszkatela pręgosterna
- Ducula chalconota (Salvadori, 1874) – muszkatela górska
- Ducula pistrinaria Bonaparte, 1857 – muszkatela blada
- Ducula rosacea (Temminck, 1836) – muszkatela różowawa
- Ducula whartoni (Sharpe, 1887) – muszkatela ciemna
- Ducula pickeringii (Cassin, 1855) – muszkatela popielata
- Ducula latrans (Peale, 1848) – muszkatela płowa
- Ducula brenchleyi (G.R. Gray, 1870) – muszkatela kasztanowobrzucha
- Ducula bakeri (Kinnear, 1928) – muszkatela ciemnobrzucha
- Ducula goliath (G.R. Gray, 1859) – muszkatela nowokaledońska
- Ducula pinon (Gaimard, 1823) – muszkatela czerwonooka
- Ducula melanochroa (P.L. Sclater, 1878) – muszkatela czarna
- Ducula mullerii (Temminck, 1835) – muszkatela obrożna
- Ducula zoeae (Desmarest, 1826) – muszkatela różowoszyja
- Ducula cuprea (Jerdon, 1840) – muszkatela brunatna
- Ducula badia (Raffles, 1822) – muszkatela kasztanowata
- Ducula lacernulata (Temminck, 1822) – muszkatela ciemnogrzbieta
- Ducula cineracea (Temminck, 1835) – muszkatela płowobrzucha
- Ducula bicolor (Scopoli, 1786) – muszkatela dwubarwna
- Ducula luctuosa (Temminck, 1824) – muszkatela biała
- Ducula spilorrhoa (G.R. Gray, 1858) – muszkatela srokata
- Ducula subflavescens (Finsch, 1886) – muszkatela melanezyjska